# Olympische Winterspiele 2014/Teilnehmer (Kirgisistan)
| Gelbes Symbol für Goldmedaillen mit stilisierten Olympischen Ringen | Graues Symbol für Silbermedaillen mit stilisierten Olympischen Ringen | Braundes Symbol für Bronzemedaillen mit stilisierten Olympischen Ringen |
| ------------------------------------------------------------------- | --------------------------------------------------------------------- | ----------------------------------------------------------------------- |
| —                                                                   | —                                                                     | —                                                                       |

Kirgisistan nahm an den Olympischen Winterspielen 2014 in Sotschi mit einem Athleten teil. Ursprünglich hatte sich Dmitri Trelewski für die alpinen Skiwettbewerb qualifiziert. Bei der Eröffnungsfeier trug er die Fahne. Bei einem Trainingsunfall verletzte sich Trelewski allerdings schwer, so dass er nicht im Wettkampf starten konnte. Kirgisistan nominierte daraufhin Jewgeni Timofejew für die alpinen Skiwettbewerbe nach.

## Sportarten

### Ski Alpin
| Männer - Jewgeni Timofejew 41. Platz im Slalom 61. Platz im Riesenslalom |